# MR 31
MR 31 é uma arma nuclear francesa de fissão pura. Ela era portada pelo míssil S-2
Tinha um rendimento de 120 quilotons (elevado para uma arma nuclear de fissão pura) e o seu núcleo era feito de plutônio puro.
Ela entrou em serviço em agosto de 1970 e foi retirada do serviço em junho de 1980.